# ベックマン温度計

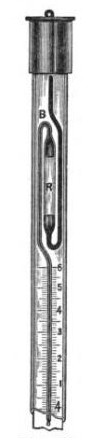
ベックマン温度計

ベックマン温度計（ベックマンおんどけい）は水銀温度計で特に目盛り間隔を大きくして温度の読み取り分解能を高くしたものをいう。ドイツの化学者エルンスト・オットー・ベックマンの名前に因む。
精密に製作された細管を用いることによって温度を0.001 ℃の分解能で読むことができる。その反面、測定範囲が5 ℃ばかりと小さくなるという欠点をもち、基準温度で校正することができないので、相対的な温度比較にのみ用いられた。たとえば融点や沸点の微小な変化の測定に用いられた。それらの計測も現在は電気的な方法で計測されるので、学生実験などで用いられるだけになっている。